# Porosz ezüstgaras
A porosz ezüstgaras (németül: preußische Silbergroschen) egy 12 pfennig értékű porosz váltópénz volt, harminc ért egy porosz tallért. 1821 és 1873 között verték 222‰-es ezüstből, egy érme tömege 2,19 gramm volt. Előlapján a porosz uralkodó arcképe, hátlapján az értékjelzés, a verési évszám és a verdejegy látható. Fél, 1842 után pedig 2½ ezüstgaras értékű pénzeket is vertek. Átváltási arányok 1857 (azaz a bécsi pénzverési egyezmény előtt:
- 1 porosz ezüstgaras = 12 porosz pfennig
- 1 porosz tallér = 30 porosz ezüstgaras = 360 porosz pfennig
- 1 kölni márka (233,856 gramm) színezüst = 14 porosz tallér = 420 porosz ezüstgaras = 5040 porosz pfennig

Az 1857 után a bécsi pénzverési egyezmény értelmében bevezetett egyleti tallér tömegében alig tért el a porosz tallértól, így az átváltási arányok az ezüstgaras esetében nem változtak:
- 1 porosz ezüstgaras = 12 porosz pfennig
- 1 egyleti tallér = 30 porosz ezüstgaras = 360 porosz pfennig
- 1 metrikus font (500 gramm) színezüst = 30 egyleti tallér = 900 porosz ezüstgaras = 10 800 porosz pfennig

A német egység megvalósulása egységes pénznem bevezetését is maga után vonta: az új német aranymárka-pfennig decimális pénzrendszert 1 egyleti tallér = 3 német aranymárka értékben vezették be 1873-ban, így az átszámítási arányok a következők voltak:
- 1 egyleti tallér = 3 német aranymárka = 300 német pfennig
- 1 porosz ezüstgaras = 10 német pfennig
- 1 porosz pfennig = 5/6 német pfennig

A garas a legutóbbi időkig (az euró bevezetéséig) megmaradt a tízpfenniges hétköznapi nevének.
Olykor a XVI-XVII. században vert osztrák háromkrajcárosokat is hívták ezüstgarasnak.